# Merewai Cumu
Pas d'image ? Cliquez ici

a Compétitions nationales et continentales officielles uniquement.

b Matchs officiels uniquement.
Merewai Cumu, née le 31 août 1997 à Nadi (Fidji), est une joueuse internationale fidjienne de rugby à XV et internationale de rugby à sept. Elle évolue au poste de centre et défend les couleurs des Fijiana Drua dans le Super Rugby Women's.

## Biographie
Merewai Cumu, née à Nadi le 31 août 1997, grandit dans le village de Vunamoli où elle joue au rugby à XV mais dans un cadre informel. Elle pratique d'abord l'athlétisme, où elle s'illustre en compétitions scolaires. En 2015, elle se rend à un stage de détection et est sélectionnée pour disputer les Jeux du Commonwealth de la jeunesse à Apia, avec la sélection fidjienne des moins de 18 ans de rugby à sept. Ses performances lui valent d'intégrer l'équipe senior et d'évoluer sur le circuit mondial, puis de disputer les Jeux olympiques de Rio.
En 2023, elle est recrutée par la franchise des Fijiana Drua, où elle remporte le titre en Super Rugby Women's (en). À l'occasion du championnat d'Océanie 2023, elle se voit confier le capitanat de l'équipe nationale à XV par Inoke Male (en). Elle dispute également la première édition du WXV 3 à Dubaï.
Lors du Super Rugby Women's 2024, elle subit une importante commotion face aux Melbourne Rebels : elle rate la phase finale de la compétition. Elle est cependant retenue pour disputer le championnat d'Océanie. Les Fidjiennes l'emportent et se qualifient ainsi pour la Coupe du monde.

## Palmarès

### En franchise
- Vainqueur du Super Rugby Women's en 2023 (en).

### En équipe nationale
- Vainqueur du Championnat d'Océanie en 2024.